# Kam Lee
Kam Lee (født Barney Kamalani Lee) er en amerikansk musiker, bedst kendt for sine vokalbidrag til den tidlige inkarnation af Death, der på dette tidspunkt gik under navnet Mantas. Senere i 1985 sluttede han sig til Massacre dannet af Bill Andrews. Lee er især blevet kendt for sit bidrag til dannelsen af vokalistilen growl sammen med Jeff Becerra fra Possessed.
Omkring 1983 i punkmiljøet fik Kam Lee sin interesse for musik omkring, hvor han spillede i sit første band Invaders From Hell, der havde en meget Misfits-inspireret lyd. Senere hen sluttede han sig til forskellige garage metal-bands, der spillede coverversioner af Iron Maiden og Raven. I highscool-årene begyndte han at får større interesse for mørkere metal som Venom, Hellhammer og Mercyful Fate. I denne anledning mødte han Chuck Schuldiner og Rick Rozz, der havde dannet bandet Mantas. Rozz tilbød ham at spille trommer, hvilket han takkede ja til, og begyndte at indspille demoer med dem.

## Fodnoter
1. 1 2  "Interview med Kam Lee". Arkiveret fra originalen 27. juni 2009. Hentet 29. august 2009.
2. ↑  Sharpe-Young, Garry: Metal The Definitive Guide. Side 184. Jawbone Book 2007.